# Cantón Alausí
Alausí es un cantón de la Provincia de Chimborazo en Ecuador. Se sitúa en una altitud promedio de 2.340 msnm.
La cota más baja del cantón es de 1.225 msnm, en la parroquia Huigra y la mayor se encuentra a 3.340 metros sobre el nivel del mar en Achupallas. 
Tiene una superficie: de 1.707 km². La temperatura media es de 14 a 15 °C.
Alausí se encuentra a 97 km de Riobamba, en un pequeño valle al pie del cerro Gampala, en la depresión en la que se sitúa el río Chanchán.

## Cabecera cantonal
San Pedro de Alausí es la capital del Cantón Alausí, y está ubicada en la cordillera occidental. 
Fue fundada el 29 de junio de 1534 por Sebastián de Benalcázar y se considera que fue la primera población en la Real Audiencia de Quito.

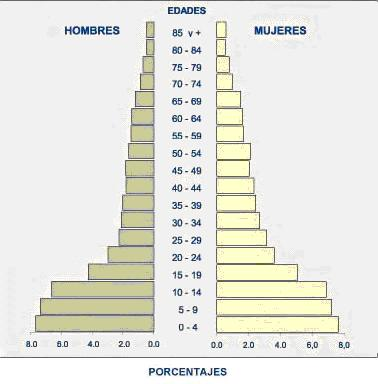
Pirámide de la población del Cantón Alausí.

Durante el periodo de supervivencia del Estado de Quito (1811-1812), Alausí fue una de las ocho ciudades que enviaron su representante al Supremo Congreso que se instaló el 11 de octubre de 1811 en el Palacio Real de Quito; obteniendo la diputación el doctor José Antonio Pontón. 
De igual manera, durante este período la ciudad y sus alrededores fueron elevados a la categoría de Provincia. Mientras que el centro urbano fue elevado a la categoría de villa el 16 de noviembre del mismo año.
La llegada del ferrocarril el 8 de septiembre de 1902 constituyó una prometedora realidad para el desarrollo urbano, arquitectónico y social de Alausí. Se encuentra a 97 km al sur de Riobamba, en un pequeño valle, al pie del cerro Gampala en la depresión que sigue el curso el río Chanchán.

### Geografía
- Limita al norte con el Nudo de Tío Cajas,
- Al sur con el Nudo del Azuay,
- Al este con Macas y Sevilla de Oro y,
- Por el occidente llega hasta las llanuras de la costa en la provincia del Guayas.

Entre los principales ríos están
El río Chanchán que nace en los páramos de Atapo, es el principal agente hidrográfico de la hoya del mismo nombre, formado por el Pomacacha y el Guasuntos; 
El río Chanchán recibe las aguas de los ríos Sibambe, Lauma, Blanco, Angas; uniéndose con el Chimbo, forma el Yaguachi que se une al Guayas, para llegar al Océano Pacífico.

### División política
Alausí está constituido por 10 Parroquias: 1 urbana y 9 rurales.

#### Parroquia urbana
- Alausí (cabecera cantonal)

#### Parroquias rurales
- Achupallas
- Guasuntos
- Huigra
- Multitud
- Pistishi
- Pumallacta
- Sevilla
- Sibambe
- Tixán

### Características demográficas
La población cantonal es de 64.059 habitantes, de los que 21.220 habitantes existen en la cabecera urbana de Alausí, y 42.839 viven en el sector rural. Tiene una densidad poblacional de 25 habitantes por 2. 
La tasa de crecimiento anual de la población para el período 1990-2001, fue de 0,8%. En el área rural del cantón se encuentra concentrada el 13% de la población de Alausí. 
Algunos parámetros significativos de los servicios existentes en el cantón son:
- Agua entubada dentro de la vivienda: 23%,
- Energía eléctrica 79,7%,
- Servicio telefónico 10,53%.

En síntesis, el déficit de servicios residenciales básicos alcanza al 82,06% de viviendas

## Atractivos turísticos

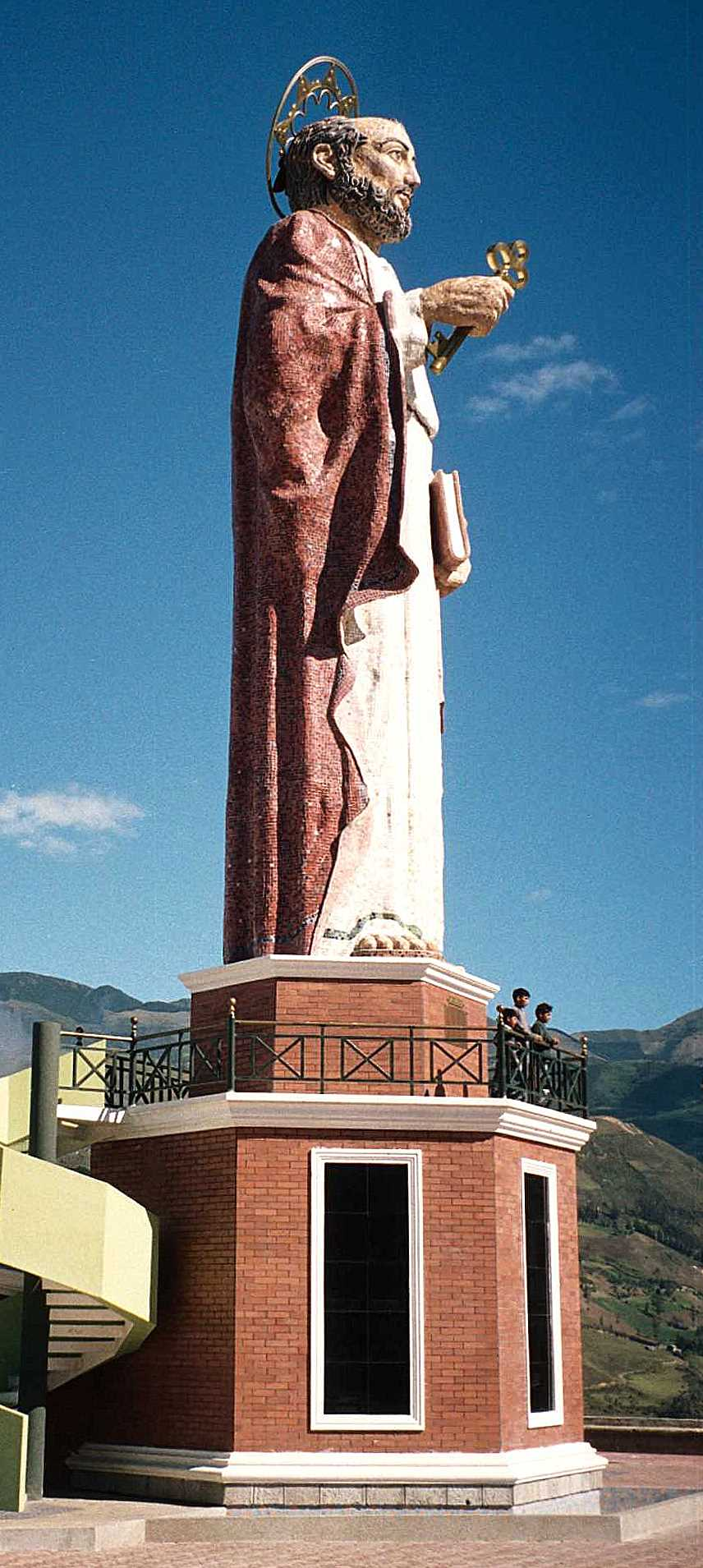
Monumento de San Pedro

El centro histórico de la ciudad, con sus estrechas calles empedradas, edificaciones que mezclan tradiciones constructivas y estilísticas de la sierra y costa ecuatorianas, unidas a sus balcones con flores y pintorescas fachadas, le permitieron la declaratoria de Patrimonio Nacional y uno de los centros de mayor atracción turística de la provincia y del país.

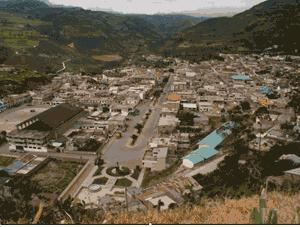
Panorámica de la cabecera cantonal.

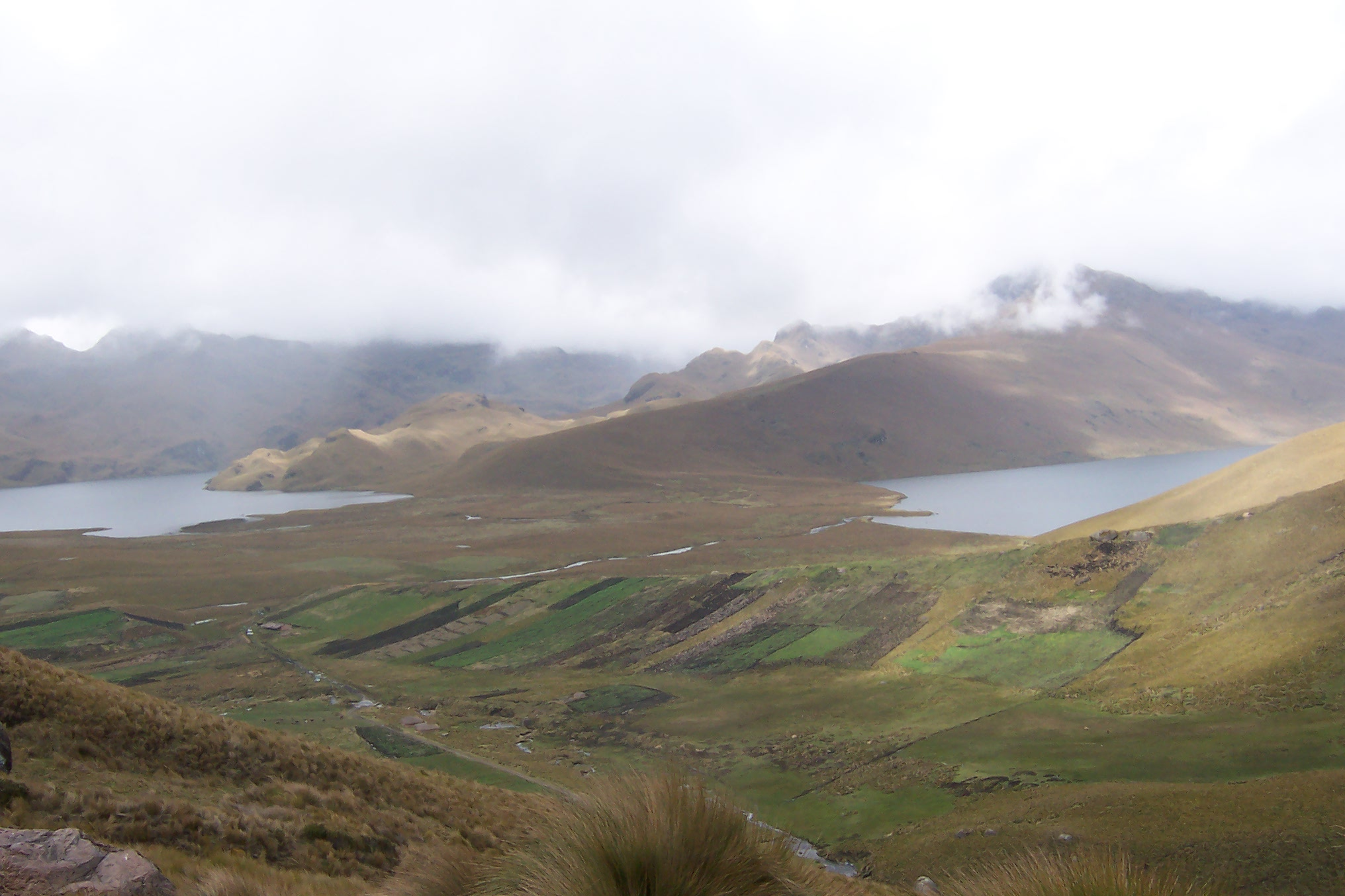
Sistema lacustre de Ozogoche.

En el mirador natural de la loma de Lluglli', se localiza la escultura monumental (21 metros de altura total) de San Pedro, construida en el 2001 por Eddie Crespo. 
También puede visitarse la Plaza Eloy Alfaro que cuenta con una escultura del personaje y cuatro murales que describen varios momentos de la revolución alfarista. 
En el parque 13 de Noviembre se encuentra la Iglesia Matriz y un monumento a la Libertad.
La vieja locomotora o los nuevos autoferros realizan un vertiginoso y emocionante recorrido hasta la Nariz del Diablo, singular formación sobre la que zigzaguea el ferrocarril para sobreponerse a la arisca geografía andina.
Atraviesa el cantón un tramo del camino del Inca, principal vía de comunicación del imperio incaico hasta antes de la conquista española.
En Huigra, una de las parroquias del cantón, se encuentran algunas edificaciones de principios del siglo XX como la estación del ferrocarril, la Gerencia General de la Empresa Nacional de Ferrocarriles del Estado, el monumento a Eloy Alfaro que contiene también dos efigies de los hermanos Hartman y fuera elaborado por el escultor ecuatoriano Carlos Mayer en Italia en 1929, y algunas otras edificaciones de valor que ven pasar el río por el centro de este histórico centro urbano.
En la Gruta de la Virgen de Lourdes de la Inmaculada Concepción, se encuentra una de las dos imágenes de la virgen esculpidas en mármol , la otra se encuentra en Turín (Italia).
El sistema lacustre Ozogoche está formado por más de 30 lagunas. El complejo lacustre Ozogoche ubicado dentro del Parque Nacional Sangay se considera como una zona de conservación de aves en América Latina. Las más grandes son las de Magtayán, con una superficie de 2,19 km² y Ozogoche o Cubillina con 5.25 km², ubicadas aprox. a 3.800 msnm, constituyendo otro importante atractivo natural.
Editado por Paul Vaquilema.